# Chrysaora
Genre
Chrysaora est un genre de méduses de la famille des Pelagiidae.

## Liste d'espèces

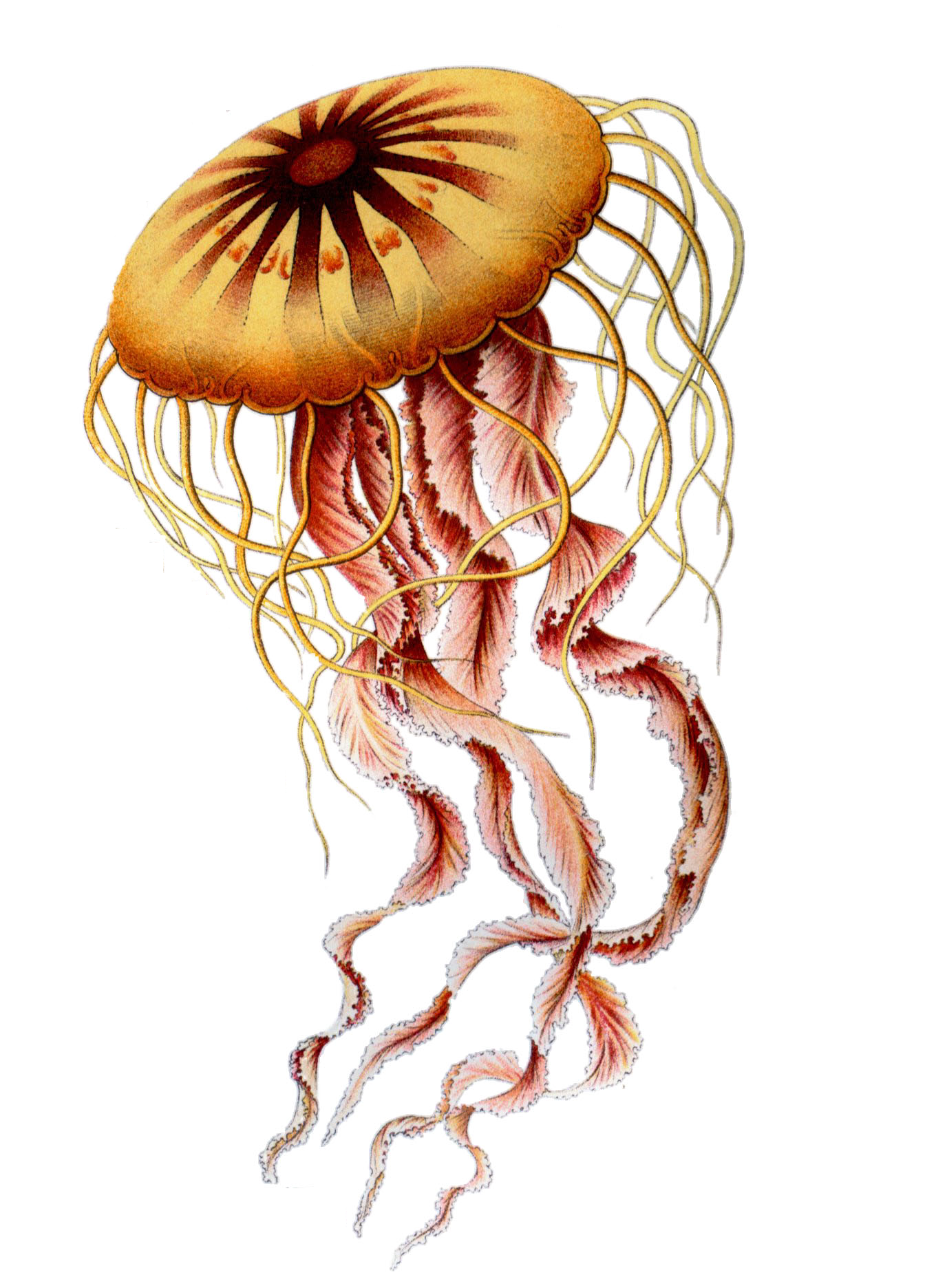
Chrysaora hysoscella par Ernst Haeckel (1904).

Selon World Register of Marine Species (20 octobre 2014) :
- Chrysaora achlyos Martin, Gershwin, Burnett, Cargo & Bloom, 1997
- Chrysaora africana (Vanhöffen, 1902)
- Chrysaora agulhensis Ras, Neethling, Engelbrecht, Morandini, Bayha, Skrypzeck & Gibbons, 2020
- Chrysaora chesapeakei (Papenfuss, 1936)
- Chrysaora chinensis Vanhöffen, 1888
- Chrysaora colorata (Russell, 1964)
- Chrysaora fulgida (Reynaud, 1830)
- Chrysaora fuscescens Brandt, 1835
- Chrysaora hysoscella (Linnaeus, 1767)
- Chrysaora kynthia Gershwin & Zeidler, 2008
- Chrysaora lactea Eschscholtz, 1829
- Chrysaora melanaster Brandt, 1838
- Chrysaora pacifica (Goette, 1836)
- Chrysaora pentastoma Péron & Lesueur, 1810
- Chrysaora plocamia (Lesson, 1830)
- Chrysaora pseudoocellata Mutlu, Çağatay, Olguner & Yilmaz, 2020
- Chrysaora quinquecirrha (Desor)

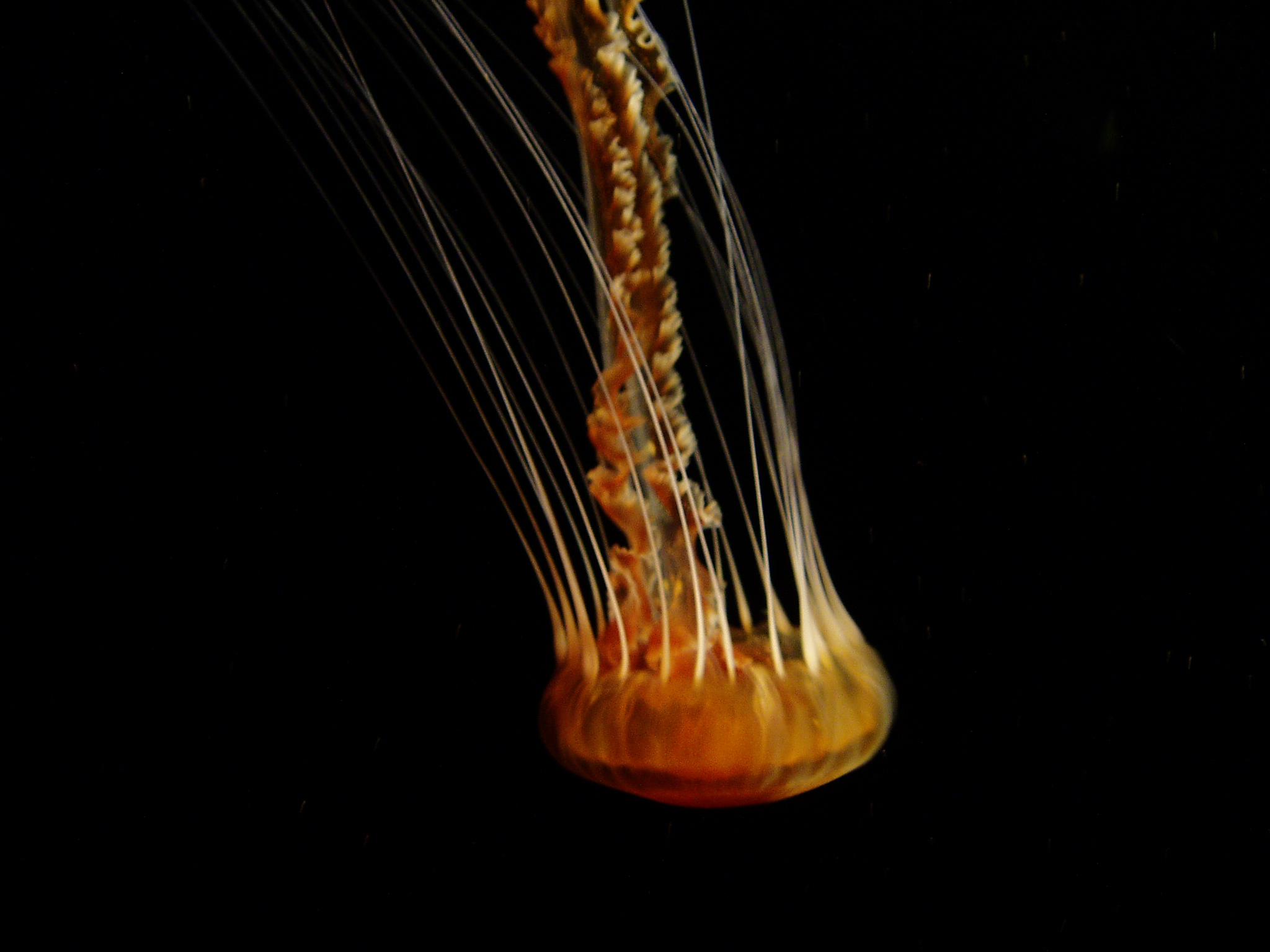
Chrysaora achlyos
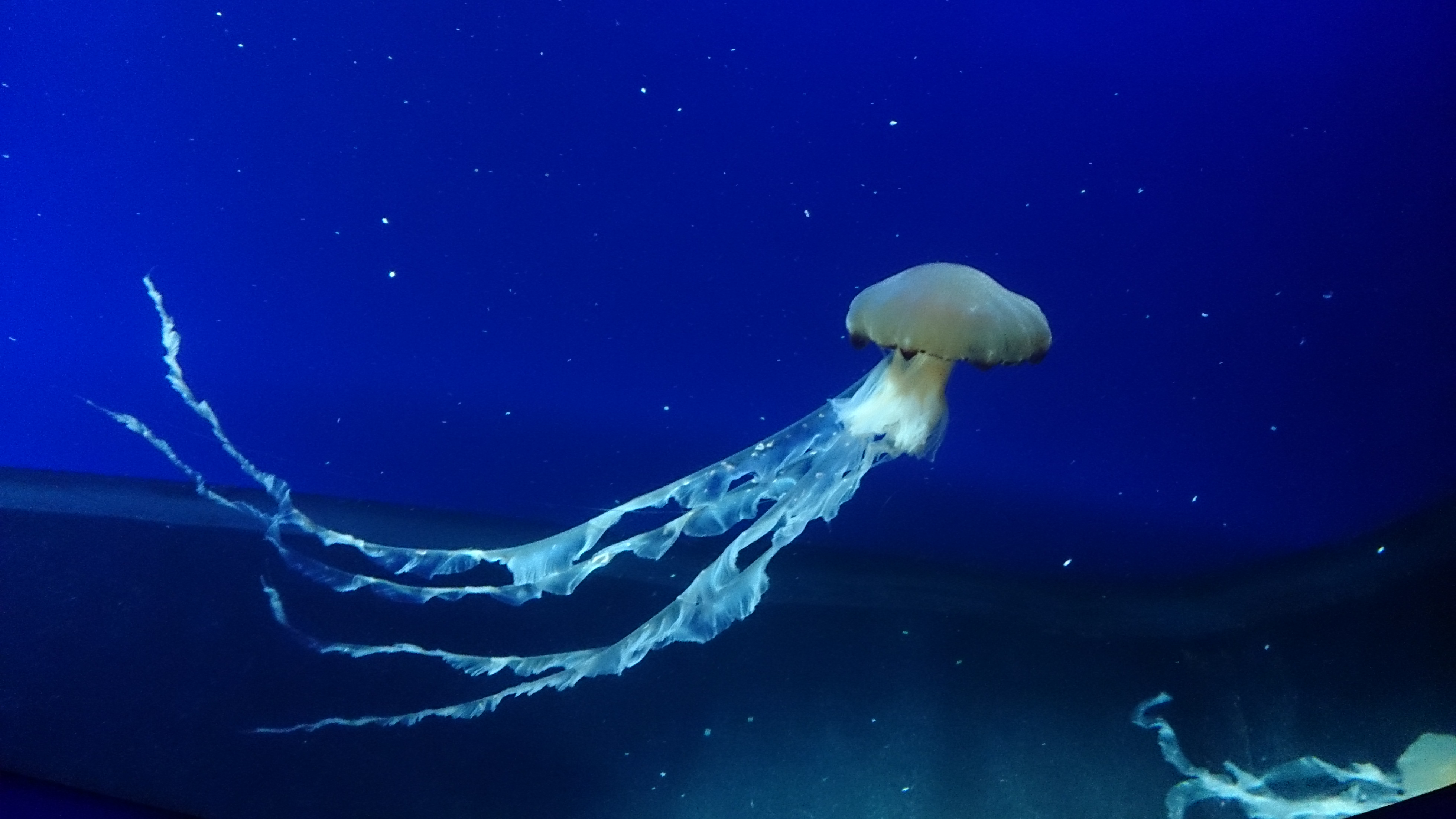
Chrysaora chinensis
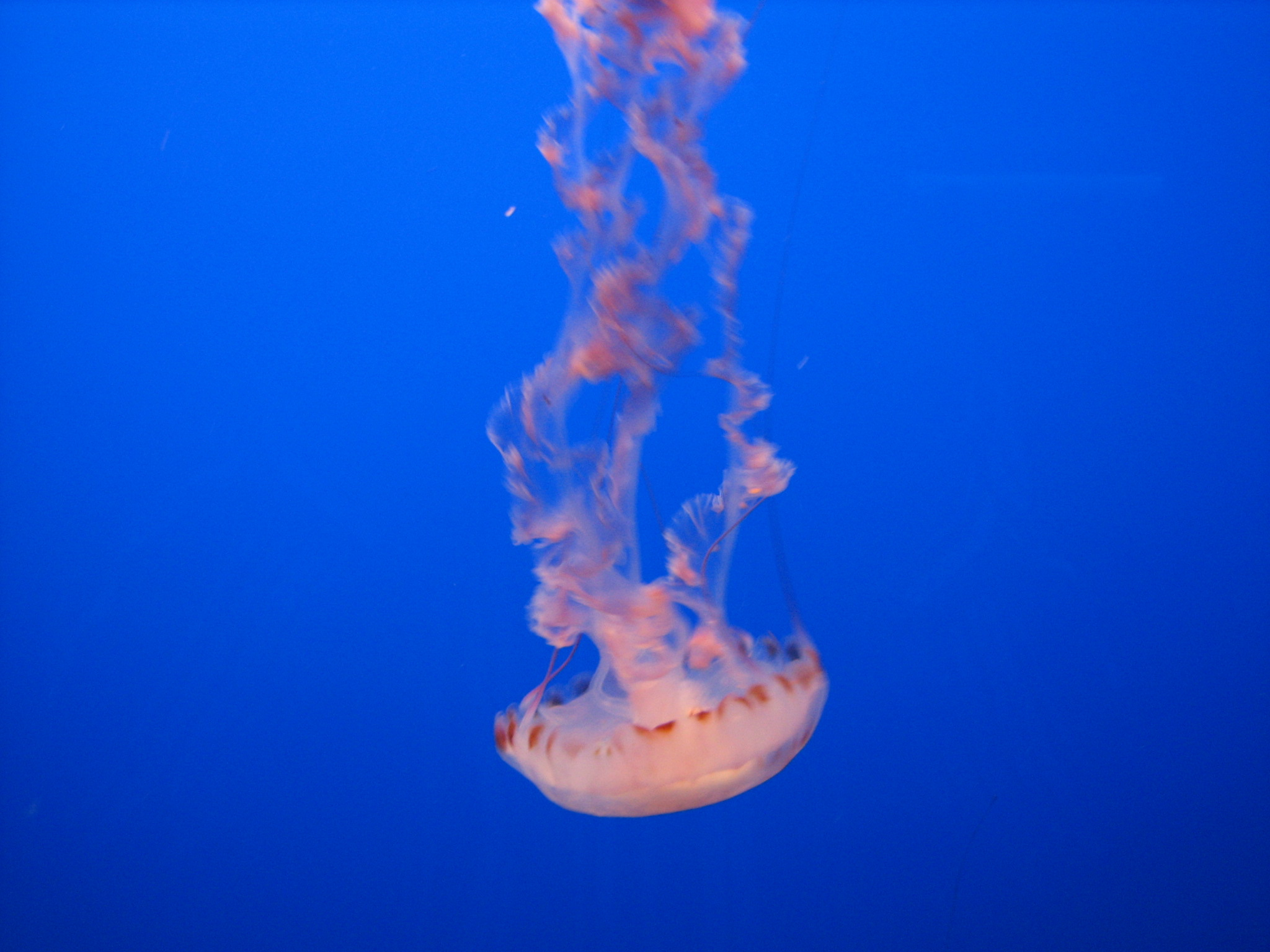
Chrysaora colorata
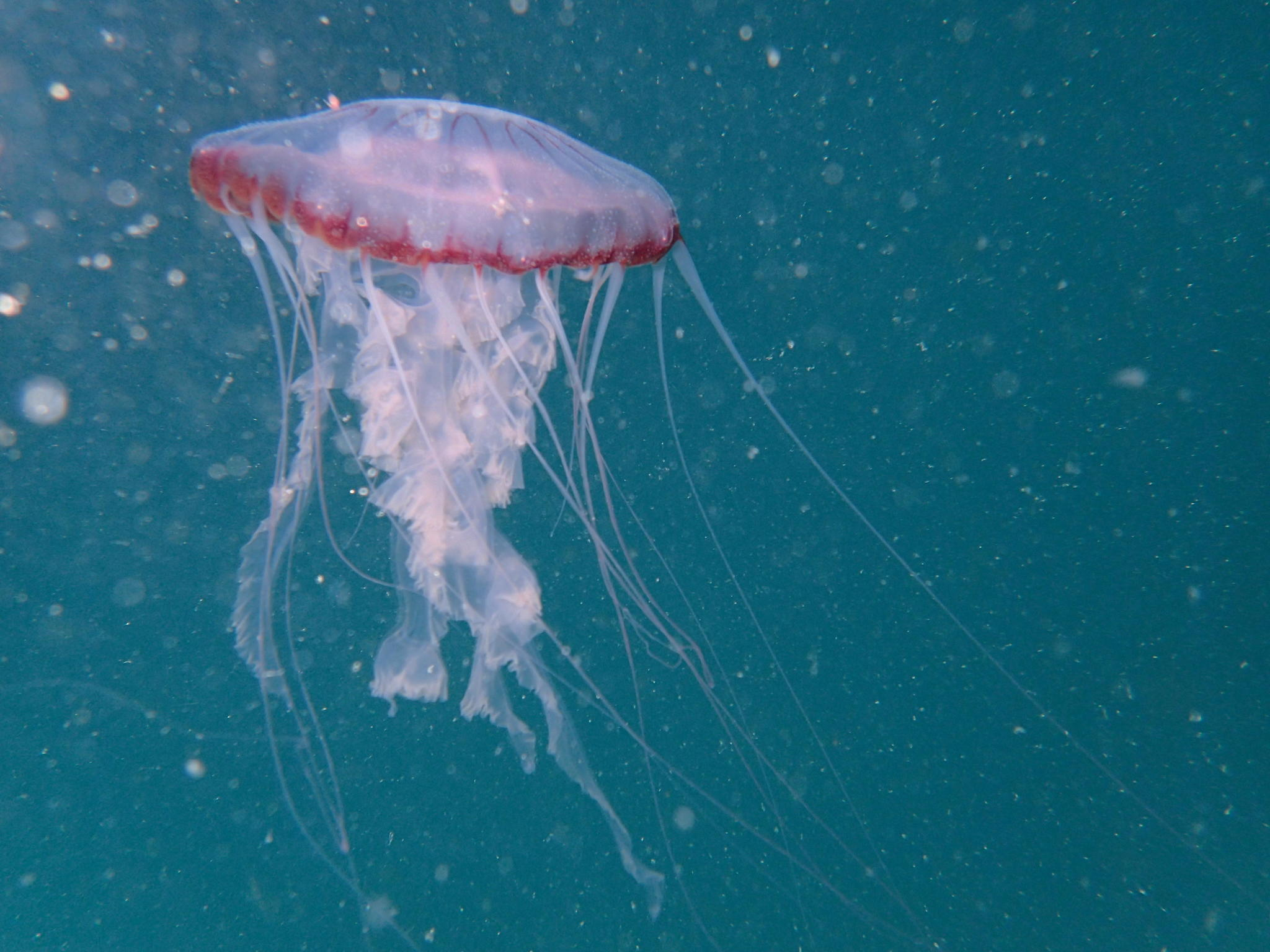
Chrysaora fulgida
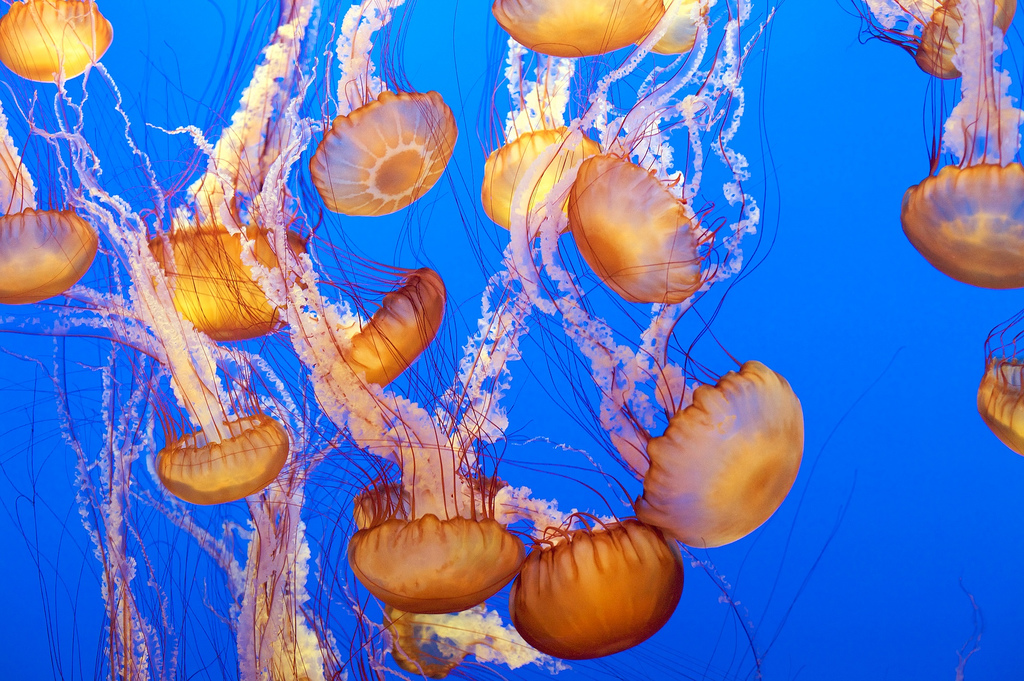
Chrysaora fuscescens
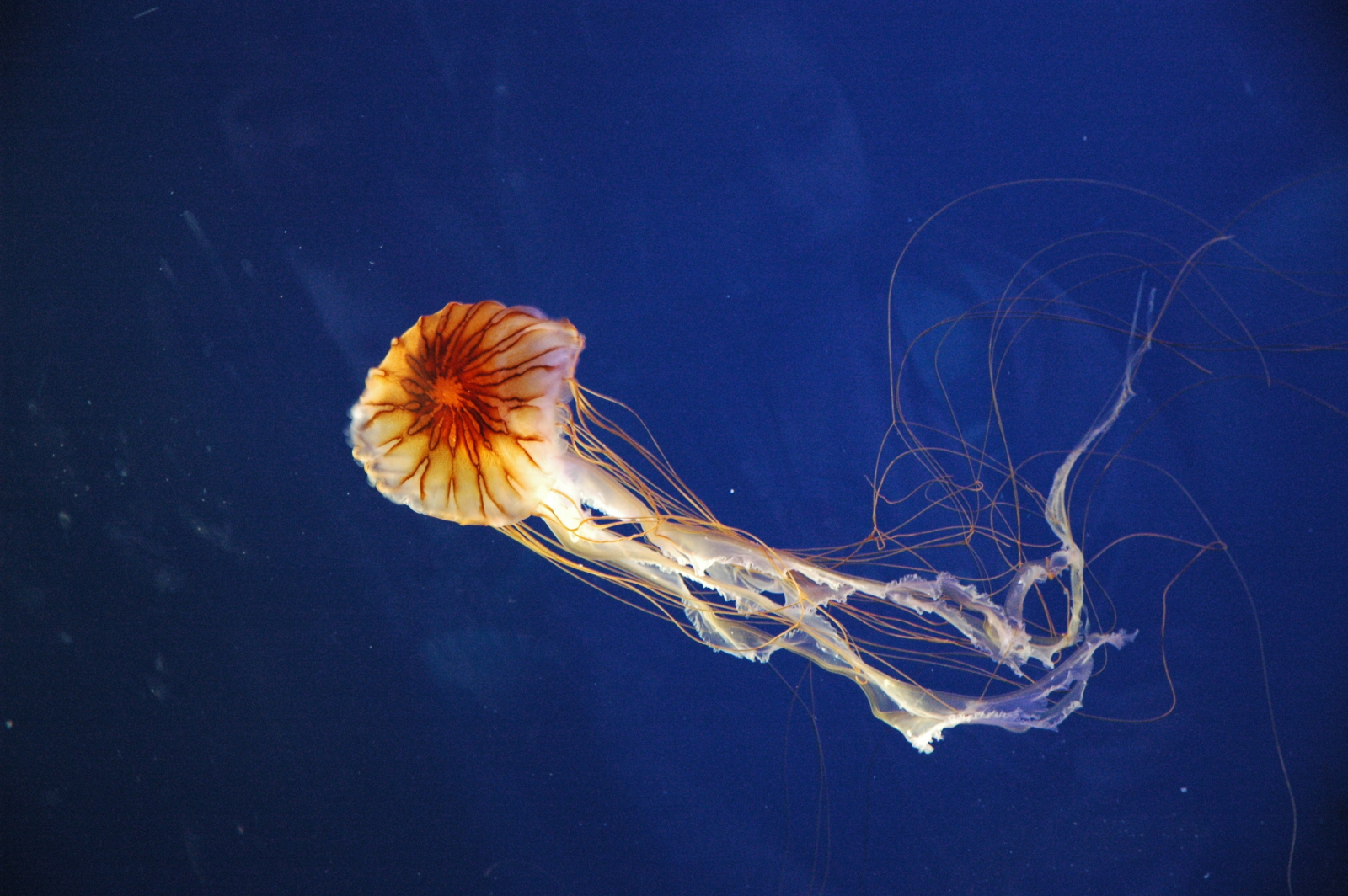
Chrysaora hysoscella
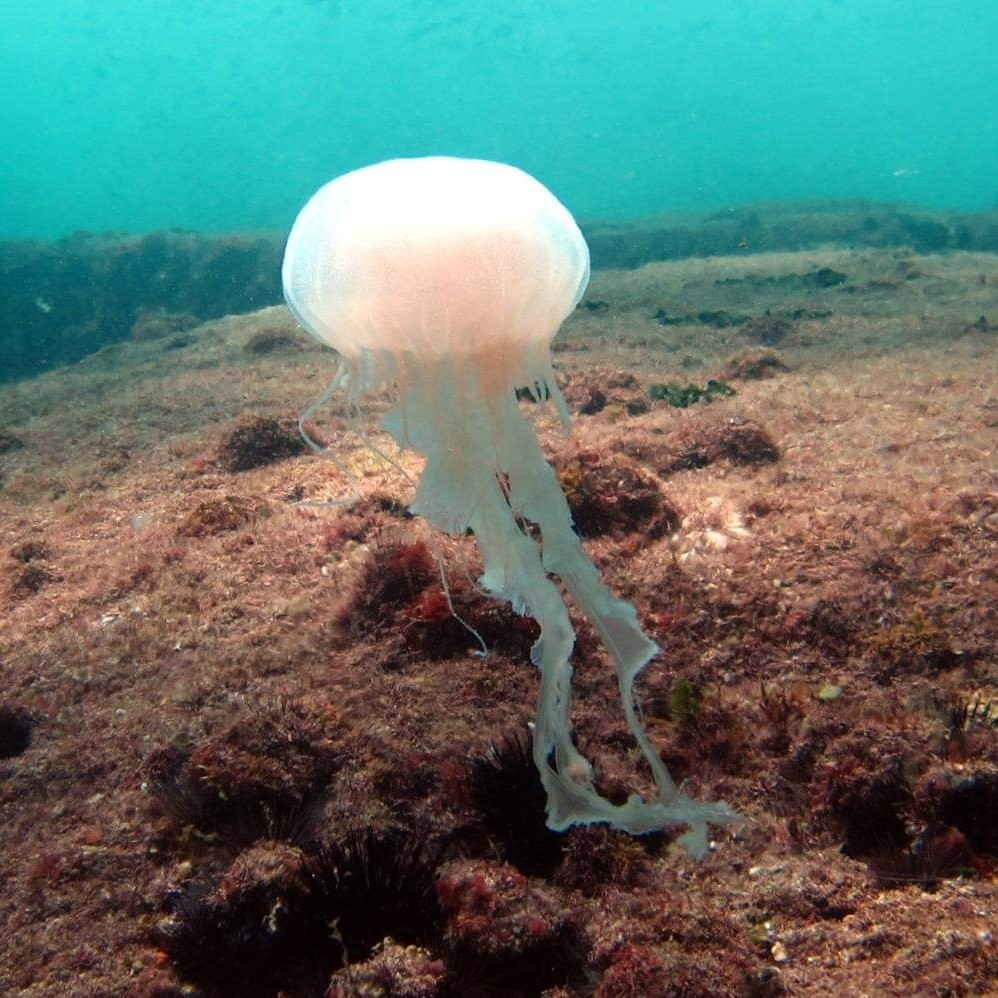
Chrysaora lactea
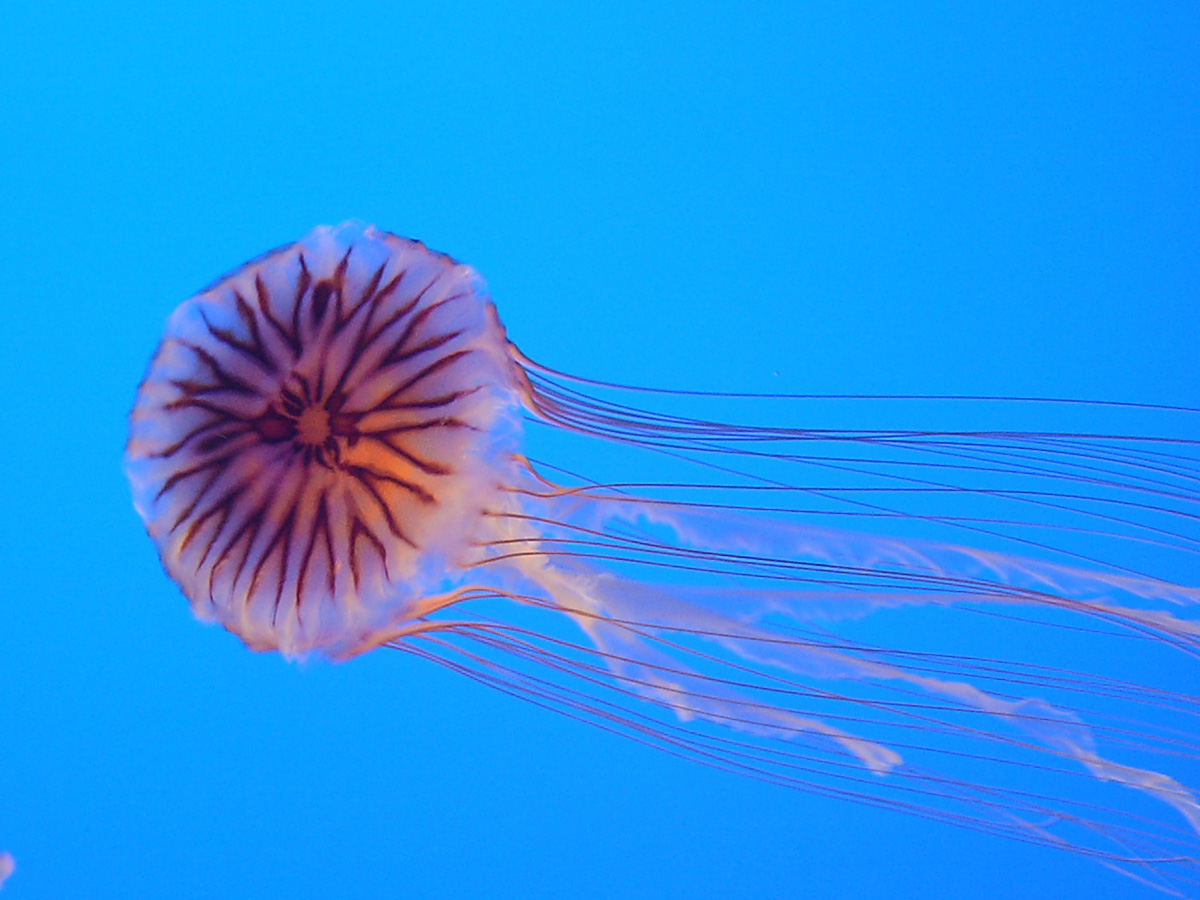
Chrysaora melanaster
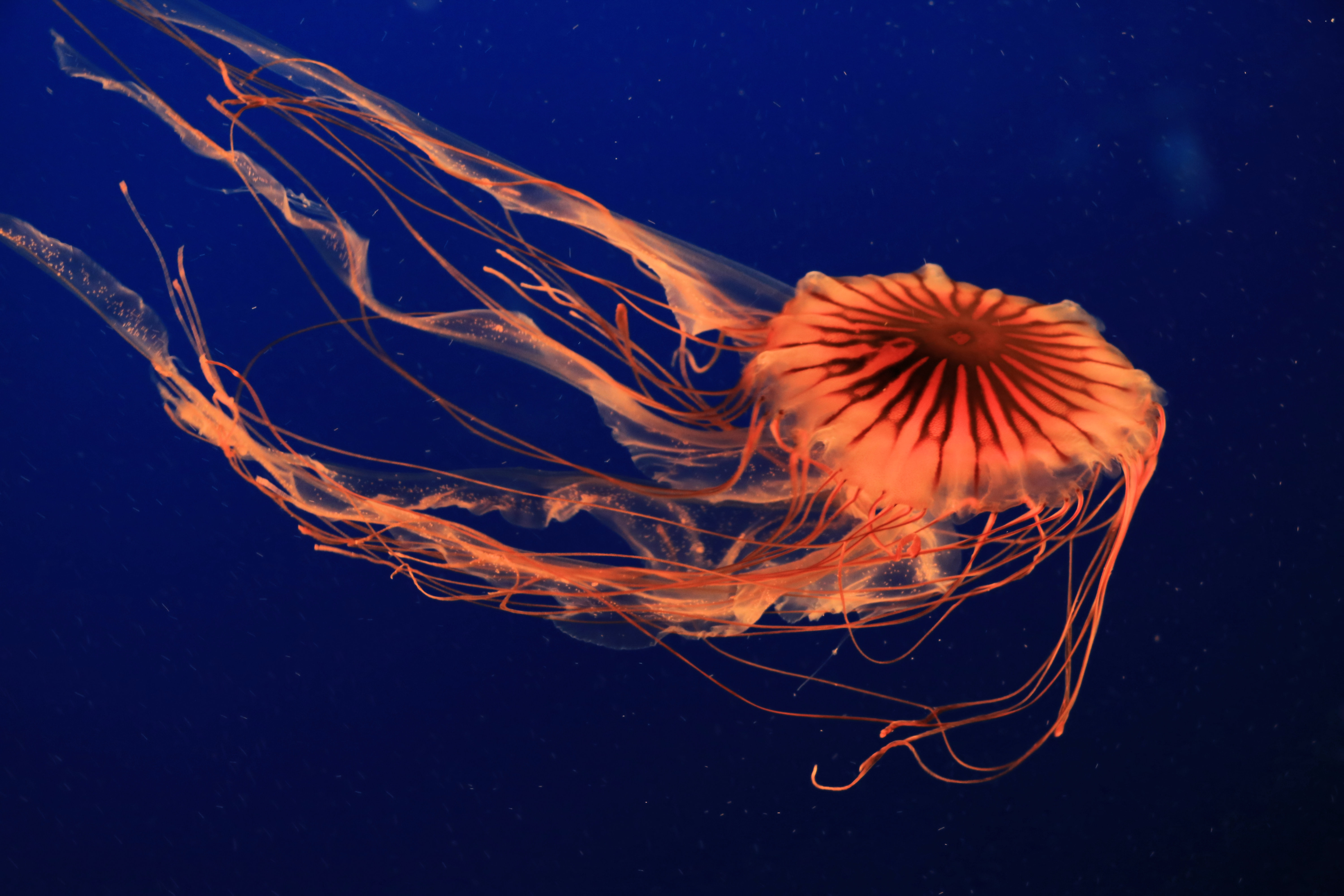
Chrysaora pacifica
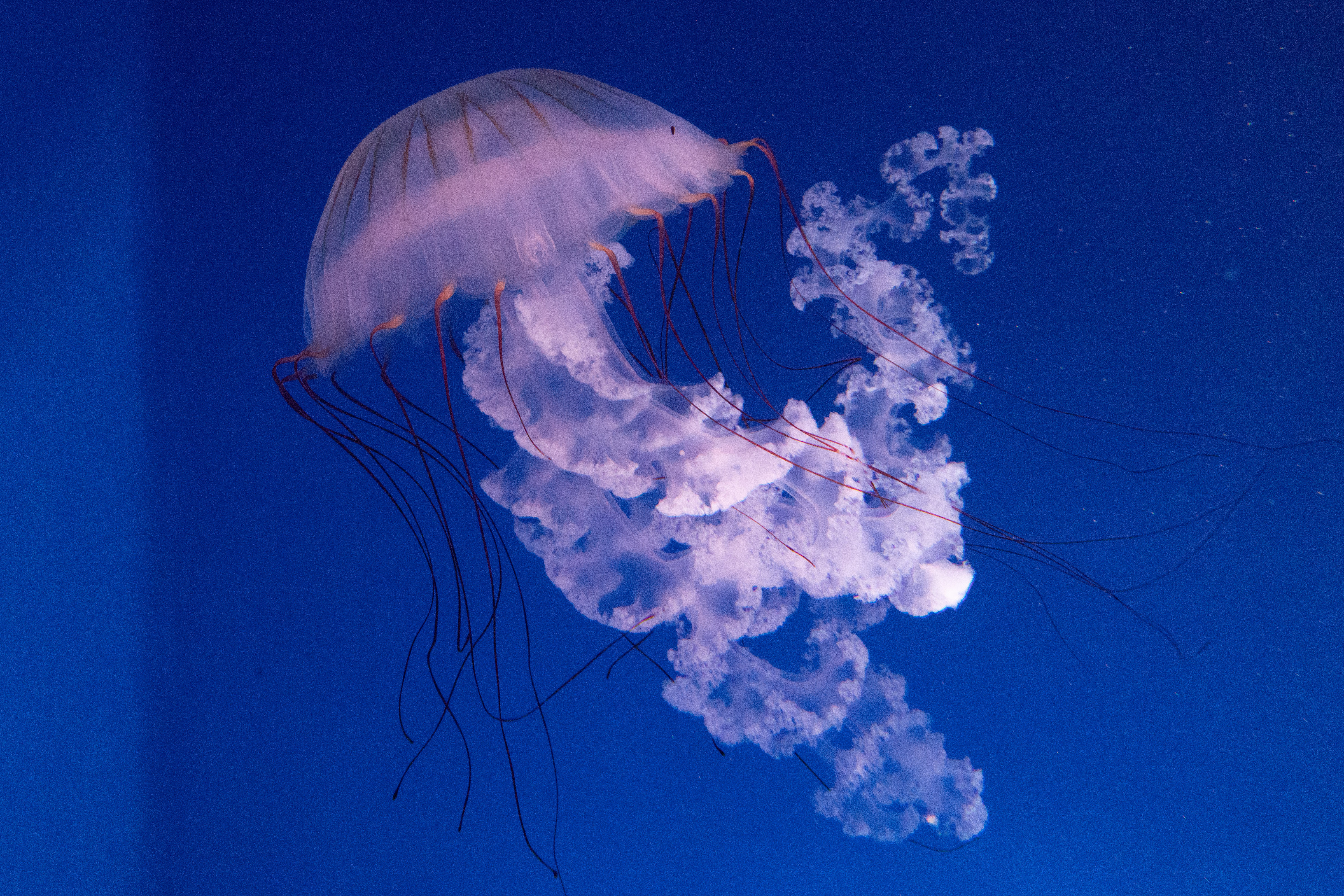
Chrysaora plocamia
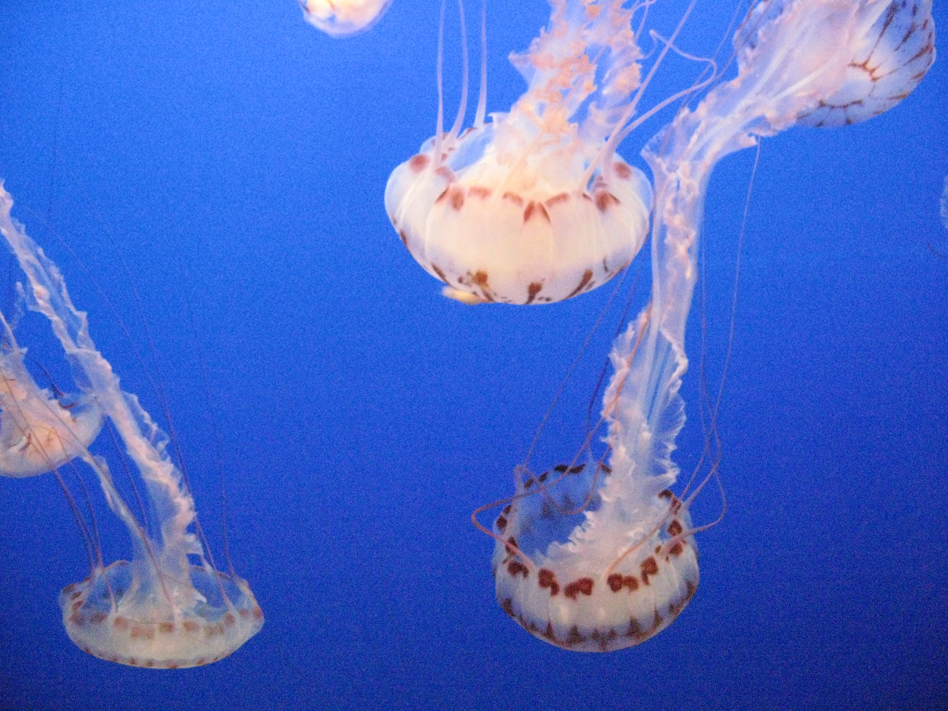
Chrysaora quinquecirrha